# Verbandsgemeinde Wolfstein

Lage der Verbandsgemeinde im Landkreis Kusel

Die Verbandsgemeinde Wolfstein war eine Gebietskörperschaft im Landkreis Kusel in Rheinland-Pfalz. Der Verbandsgemeinde gehörten die Stadt Wolfstein sowie 14 eigenständige Ortsgemeinden an, der Verwaltungssitz war in der namensgebenden Stadt Wolfstein.
Die Verbandsgemeinde Wolfstein wurde zum 1. Juli 2014 aufgelöst, die angehörenden Gemeinden wurden zusammen mit den Gemeinden der ehemaligen Verbandsgemeinde Lauterecken der neuen Verbandsgemeinde Lauterecken-Wolfstein zugeordnet.

## Verbandsangehörige Gemeinden
| Ortsgemeinde, Stadt        | Fläche (km²) | Einwohner |
| -------------------------- | ------------ | --------- |
| Aschbach                   | 4,45         | 339       |
| Einöllen                   | 4,89         | 418       |
| Eßweiler                   | 8,09         | 388       |
| Hefersweiler               | 7,20         | 545       |
| Hinzweiler                 | 5,32         | 375       |
| Jettenbach                 | 10,24        | 831       |
| Kreimbach-Kaulbach         | 9,05         | 787       |
| Nußbach                    | 8,12         | 604       |
| Oberweiler im Tal          | 4,71         | 153       |
| Oberweiler-Tiefenbach      | 3,21         | 302       |
| Reipoltskirchen            | 7,48         | 352       |
| Relsberg                   | 3,81         | 191       |
| Rothselberg                | 8,74         | 680       |
| Rutsweiler an der Lauter   | 4,32         | 381       |
| Wolfstein, Stadt           | 13,74        | 1.954     |
| Verbandsgemeinde Wolfstein | 103,37       | 8.200     |

(Einwohner am 30. Juni 2014)

## Bevölkerungsentwicklung
Die Entwicklung der Einwohnerzahl bezogen auf das Gebiet der Verbandsgemeinde Wolfstein zum Zeitpunkt ihrer Auflösung; die Werte von 1871 bis 1987 beruhen auf Volkszählungen:
| Jahr | Einwohner |
| 1815 | 5.752     |
| 1835 | 7.997     |
| 1871 | 8.991     |
| 1905 | 9.477     |
| 1939 | 9.245     |
| 1950 | 9.960     |

| Jahr | Einwohner |
| 1961 | 9.749     |
| 1970 | 9.587     |
| 1987 | 8.948     |
| 1997 | 9.306     |
| 2005 | 8.896     |
| 2014 | 8.200     |

## Verbandsgemeinderat
Der Verbandsgemeinderat Wolfstein bestand aus 24 ehrenamtlichen Ratsmitgliedern, die zuletzt bei der Kommunalwahl am 7. Juni 2009 in einer personalisierten Verhältniswahl gewählt wurden, und dem hauptamtlichen Bürgermeister als Vorsitzendem.
Die Sitzverteilung im Verbandsgemeinderat:
| Wahl | SPD | CDU | FDP | FWG | Gesamt   |
| ---- | --- | --- | --- | --- | -------- |
| 2009 | 9   | 7   | 2   | 6   | 24 Sitze |
| 2004 | 9   | 8   | 2   | 5   | 24 Sitze |